# Terebessy L. Föld
Terebessy László, művésznevén Terebessy L. Föld (Izsák, 1948. december 10. –) magyar szobrászművész. Stílusára általában az élő szervezetek formái, az organikus lét motívumai jellemzőek. Főleg kőszobrokat készít, számos európai országban volt egyéni vagy csoportos kiállítása.

## Életpályája
1948-ban született Izsákon. Autodidakta módon sajátította el a szobrászat alapfogásait, az 1960-as évek végén, a Fiatal Alkotók Klubjában jelentkezett első műveivel. Pályáján fordulópontot jelentett, hogy megismerkedett Nagy Károly expresszív naiv szobrásszal, az ő példáját követve korai alkotásaiban a kifejezés kívánalmai szerint alakította műveinek formavilágát, arányait. Későbbi, részben fából, részben kőből faragott, archaikus szobrai az élő szervezet formáira, az organikus létre utalnak, jellemzően az elvont és a figuratív megjelenítés határmezsgyéjén születtek meg.
Első egyéni kiállításai 1969-ben és 1970-ben a Budapesti Műszaki Egyetem egyik kollégiumában voltak, majd 1971-ben a lengyelországi Szczecinben állította ki műveit. Az 1970-es években több más európai országban is járt tanulmányúton, így Ausztriában, Franciaországban, Hollandiában, Jugoszláviában és Norvégiában, valamint egy hosszabb alkotóperiódust töltött Svédországban. Jelentősebb kiállításai voltak Trierben, Malmőben és Helsingborgban, 1981-ben Hollandiában Würtz Ádámmal közös kiállításon vehetett részt.
1984 óta leginkább idehaza állít ki; az 1990-es évek eleje óta a Budapest Art Stúdió Alapítvány (BARSA), illetve a Független Magyar Művészek Országos Szövetsége (FMMOSZ) vezetésében is tevékenykedik. Ez utóbbi szervezet az 1990-es évek közepétől 2010-ig működtetett népszerű kulturális teret az óbudai Zichy-kastély északi szárnyában, de egy bírósági döntést követően el kellett hagynia az épületet. 2011-ben az FMMOSZ a budapesti Széchenyi gyógyfürdőben szervezett kiállítást, melynek céljai közt a budai várfalak állagmegőrzésére és javítására létrehozott téglajegy projekt népszerűsítése is szerepelt; ennek is Terebessy volt a főszervezője.

## Köztéri művei
- Hajnal napsugara (mészkőszobor, 1982, Tilburg, Hollandia)
- Faragott oszlop (fa, 1985, Visegrád, Pilisi Parkerdő)
- Pécsi Norbert Artúr (kopjafa, 1989, Budapest, X. ker., Jurta Színház)
- Forrás-szobor (süttői mészkő, 1992, Solymár, Disznó-forrás)
- 56-os emlékmű (fa, 1998, Budapest-Pestszenterzsébet).
- Szent Imre (2008, Gönc)[3]